# Nam Hoa kinh
Trang Tử, hay còn được biết đến rộng rãi hơn trong tiếng Việt với tên gọi Nam Hoa kinh, là một tác phẩm triết học, văn học Trung Quốc cuối thời Chiến Quốc (476–221 TCN) thường được cho là do Trang Chu viết. Tác phẩm chứa đựng nhiều điển tích và ngụ ngôn diễn đạt tư tưởng vô vi của Đạo gia. Nam Hoa kinh cùng với Đạo đức kinh là hai tác phẩm quan trọng nhất của Đạo giáo.
Nam Hoa kinh là một tập hợp các giai thoại, ngụ ngôn, trọng ngôn và chi ngôn được thể hiện bằng thủ pháp nghệ thuật đặc sắc. Nam Hoa kinh có tổng cộng 33 thiên, trong đó bảy thiên đầu, được gọi là "nội thiên", được cho là do đích thân Trang Tử chấp bút. Các thiên còn lại, "ngoại thiên" và "tạp thiên", tương truyền thuộc về các trường phái tư tưởng tiếp nối của Trang Tử. Tính chính thống của chúng vẫn còn là đề tài tranh luận của các nhà Hán học.
Những chủ đề chính của Nam Hoa kinh bao gồm tính tự nhiên trong hành động và sự giải thoát khỏi thế tục, đặc biệt là khỏi những quy tắc, tục lệ và công nghệ. Các giai thoại và ngụ ngôn trong Nam Hoa kinh trình bày quan điểm tư tưởng triết lí nhân sinh, cũng như cách nhìn nhận của con người về thị phi, thiện ác, sinh tử và mối quan hệ giữa con người với tự nhiên. Trong khi các triết gia Trung Quốc khác thường chú trọng tới vấn đề luân thường đạo lý hay trách nhiệm của mỗi cá nhân thì Trang Chu lại đề cao sự vô vi, hướng con người tới cảnh giới tiêu diêu tự tại để đắc Đạo. Ông cũng nhấn mạnh các phương pháp tự chủ và tu luyện khí thông qua sự tĩnh tại và hư vô, nhằm đạt đến trạng thái tĩnh lặng tuyệt đối của tâm trí. Trang Tử đề cao hình tượng "chân nhân", một bậc trí giả đạt đến cảnh giới siêu việt bất khả xâm phạm. Đây chính là nguồn gốc của hình ảnh "thánh nhân" trong truyền thống Đạo giáo.
Tuy thường được biết đến với vai trò của một tác phẩm triết học, song Nam Hoa kinh được đánh giá là một trong những áng văn chương vĩ đại nhất trong lịch sử văn học Trung Quốc, được Kim Thánh Thán liệt vào hạng nhất trong lục tài tử thư và được các học giả hiện đại xem là "tác phẩm quan trọng nhất thời Tiên Tần trong ngành nghiên cứu văn học Trung Quốc". Là một tuyệt tác ở cả mặt triết học lẫn văn học, Nam Hoa kinh có ảnh hưởng sâu sắc tới nhiều tác giả Trung Quốc và các nước đồng văn trong suốt 2.000 năm lịch sử. Nhiều nhà văn, nhà thơ nổi tiếng như Tư Mã Tương Như, Tư Mã Thiên thời Tây Hán, Nguyễn Tịch, Đào Tiềm thời Ngụy-Tấn-Nam-Bắc triều (222–589), Lý Bạch thời Đường (618–907), Tô Đông Pha và Lục Du thời Tống (960–1279), hay Nguyễn Trãi thời Lê Sơ (1428–1527) ở Việt Nam và Matsuo Bashō thời Edo (1603–1868) ở Nhật Bản đều chịu ảnh hưởng sâu sắc từ Nam Hoa kinh.

## Lịch sử

### Tác giả và lịch sử nội dung
Nam Hoa kinh thường được cho là do Trang Chu, cũng được gọi là Trang Tử, thời Chiến Quốc viết. Những sự tích truyền lại về cuộc đời Trang Chu thưởng rất mơ hồ. Ông được cho là sinh vào khoảng năm 369 TCN tại đất Mông (蒙), nước Tống (Thương Khâu, Hà Nam ngày nay) và qua đời vào khoảng năm 301, 295, hoặc 286 TCN. Trang Chu có lẽ đã từng sinh sống một thời gian tại nước Sở và sau đó là tại kinh đô Lâm Truy của nước Tề. Tuy tiểu sử của ông được Tư Mã Thiên ghi chép lại trong "Trang Tử liệt truyện" của Sử ký, nhưng hầu hết thông tin về ông trong tác phẩm này dường như cũng chỉ được rút ra từ chính các điển tích trong Nam Hoa kinh.
Kể từ thời nhà Hán (206 TCN – 220), chỉ có 7 thiên đầu tiên của Nam Hoa kinh, gọi là "Nội thiên" (內篇), được xác định là do chính Trang Chu viết – một quan điểm được phần lớn học giả ngày nay chấp nhận. Tuy nhiên, việc liệu có bất kỳ thiên nào trong số 26 thiên còn lại thuộc "Ngoại thiên" (外篇) và "Tạp thiên" (雜篇) do Trang Chu viết hay không vẫn luôn là một đề tài tranh luận trong giới nghiên cứu. Các học giả Trung Quốc từ thời nhà Tống đã xác định rằng một phần của tác phẩm có thể không phải do Trang Chu viết mà là do hậu thế thêm vào. Tuy không chắc chắn về tác giả của các thiên thuộc các phần "Ngoại thiên" và "Tạp thiên" song hầu hết các học giả đều chấp nhận rằng toàn bộ 33 thiên của Nam Hoa kinh đều có niên đại từ thế kỷ 4 đến thế kỷ 2 TCN.
Hình thái của Nam Hoa kinh trước thời nhà Hán vẫn còn là một bí ẩn, nhưng những ảnh hưởng của Nam Hoa kinh trong các tác phẩm triết học cuối thời Chiến Quốc như Quản Tử, Hàn Phi Tử, Hoài Nam Tử hay Lã thị Xuân Thu đã phần nào cho thấy sức ảnh hưởng của tác phẩm này tại hai nước Tề và Sở trong thế kỷ 3 TCN. Trong Sử ký, Tư Mã Thiên có nói rằng "sách Nam Hoa kinh có hơn mười vạn chữ", đồng thời cũng liệt kê một số thiên như "Ngư phủ", "Đạo chích", "Khư Khiếp", "Cang Tang Sở" nhưng không nhắc đến hai thiên quan trọng là "Tiêu dao du" và "Tề vật luận". Trong Hán Thư, Ban Cố ghi rằng Nam Hoa kinh gồm 52 thiên, được nhiều học giả xem là hình thái gốc của tác phẩm. Một vài dị bản khác của Nam Hoa kinh vẫn còn tồn tại tới tận thời nhà Đường (618–907), song một phiên bản ngắn hơn, phổ biến hơn gồm 33 thiên do Quách Tượng đời Tây Tấn chú giải mới chính là nguồn gốc của phiên bản lưu truyền ngày nay.
Năm 742, Đường Huyền Tông xuống chiếu sắc phong cho Trang Chu làm "Nam Hoa Chân nhân" (南華真人) và ban tên cho bộ sách của ông là Nam Hoa chân kinh (南華真經), chính thức liệt tác phẩm vào hàng kinh điển của Trung Hoa cổ đại. Dẫu vậy, phần lớn các học giả Nho giáo chính thống Trung Quốc không xem Nam Hoa kinh là một "kinh" (經) thực thụ, bởi nội dung của nó không mang tinh thần Nho gia.

### Các bản chép

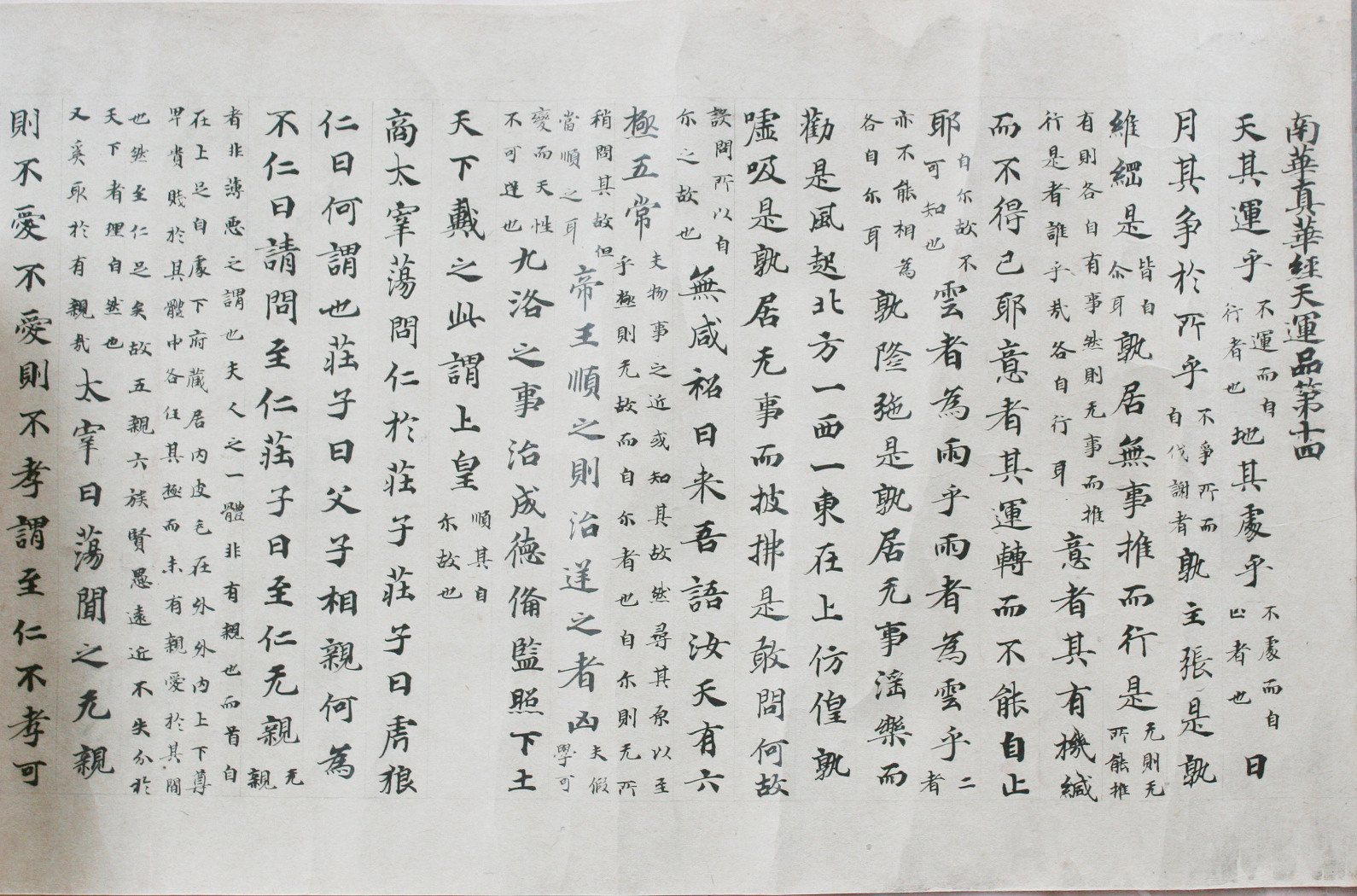
Thiên "Thiên vận" của bản Nam Hoa kinh thời Đường được bảo quản tại Nhật Bản (bản sao thập niên 1930)

Một vài trích đoạn của Nam Hoa kinh đã được tìm thấy trên thẻ tre được chôn cất trong các ngôi mộ thời Chiến Quốc và thời Lưỡng Hán, đặc biệt là tại các di chỉ khảo cổ Song Cổ Đôi và Trương Gia Sơn. Bên cạnh đó, một thẻ tre thuộc nhóm Thẻ tre Quách Điếm có niên đại vào khoảng năm 300 TCN cũng có chứa một đoạn ngắn được cho là trích từ thiên "Khư Khiếp" (胠篋).
Nhiều đoạn của Nam Hoa kinh có niên đại vào thời Sơ Đường đã được nhà thám hiểm người Anh gốc Hungary Aurel Stein và nhà Hán học người Pháp Paul Pelliot phát hiện tại hang Mạc Cao, Đôn Hoàng khi họ thực hiện chuyến thám hiểm tại Trung Quốc vào những năm đầu thế kỷ 20. Những văn bản được phát hiện là tập hợp 12 thiên của phiên bản do Quách Tượng chú giải, hiện đang được cất giữ và bảo quản tại Thư viện Anh và Thư viện Quốc gia Pháp.
Trong số những Quốc bảo Nhật Bản được bảo quản tại Chùa Kōzan ở Kyōto, có một bản chép của Nam Hoa kinh có niên đại vào thời Muromachi (1338–1573). Bản chép này chứa tổng cộng 7 thiên hoàn chỉnh thuộc hai phần "Ngoại thiên" và "Tạp thiên", được cho là đã được sao chép từ phiên bản chú giải bởi đạo gia Thành Huyền Anh thời Sơ Đường.

## Nội dung
Nam Hoa kinh là tập hợp các giai thoại, ngụ ngôn, trọng ngôn và chi ngôn có phần hóm hỉnh, hài hước và ý vị. Các giai thoại trong Nam Hoa kinh đa phần đều tương đối ngắn, ví dụ như câu chuyện vua Nam Hải tên là "Mau Lẹ" và vua Bắc Hải tên là "Thình Lình" đục bảy lỗ lên người vua Trung Ương là "Hỗn Độn" (thiên 7), hay câu chuyện Trang Chu ngồi xoạc chân gõ nhịp vào một cái vò và hát khi vợ ông mất (thiên 18). Tuy nhiên, Nam Hoa kinh cũng có một số giai thoại tương đối dài, ví dụ như câu chuyện về Liệt Ngư Khấu và Vu Hàm (thiên 7) hay khúc tấu của Hoàng Đế (thiên 14). Không giống với phần lớn các văn bản thời Tiên Tần khác, Nam Hoa kinh không được viết theo lối luận mà viết theo lối ngụ ngôn hoặc đối đáp. Các mẫu chuyện thường hóm hỉnh, giàu cảm xúc và không bị giới hạn bởi những thứ trần tục, thực tế.
Khác với các tác phẩm văn học cổ Trung Quốc khác, các mẫu chuyện ngụ ngôn trong Nam Hoa kinh không được dựa trên các truyền thuyết, hay thành ngữ, tục ngữ đã được lưu truyền trong dân gian mà dường như đều do đích thân Trang Chu sáng tác. Một số giai thoại mang hơi hướng kỳ ảo, như chuyện vật hóa thành người (thiên 18) – ẩn dụ sự biến đổi của vạn vật, trong khi một số khác thì có phần hoang đường, huyễn hoặc. Nam Hoa kinh cũng chứa đựng nhiều nhân vật kỳ dị mà có thể dễ dàng nhận biết là hư cấu, ví dụ như Cuồng Khuất (thiên 22), "Sĩ Thành Khỉ" (thiên 13), "Tử Lê" (thiên 6), hay một người tưởng tượng cánh tay trái hóa làm con gà, cánh tay phải hóa làm hòn đạn, cái xương cùng hóa thành bánh xe.
Là một bậc thầy ngôn từ, Trang Chu nhiều khi sa vào luận lý và biện luận nhưng sau đó lại đột ngột đảo ngược luận điểm hoặc đưa ra những lý lẽ hết sức phi lý nhằm chứng minh những điểm hạn chế của tri thức con người cũng như thế giới duy lý. Một số biện luận của Trang Chu, như trong cuộc tranh luận của ông với người bạn triết gia Huệ Thi về niềm vui của loài cá, thường được so sánh với Đối thoại Sokrates, và những nghịch lý mà Huệ Thi đưa ra ở gần cuối Nam Hoa kinh được cho là "giống Nghịch lý Zeno một cách ấn tượng."

### Những điển tích nổi tiếng

#### "Trang Chu mộng hồ điệp"

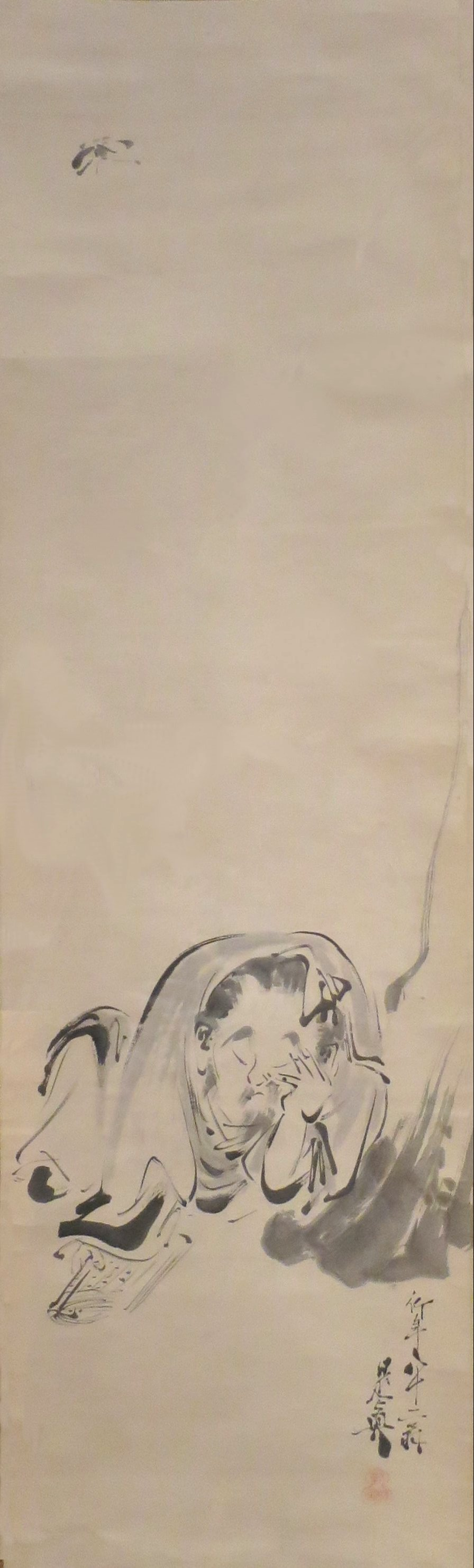
Họa phẩm Trang Chu mộng hồ điệp của họa gia Nhật Bản Shibata Zeshin (1888)

Câu chuyện nổi tiếng nhất trong Nam Hoa kinh là tích "Trang Chu mộng hồ điệp", có nghĩa là "Trang Chu nằm mơ thấy mình hóa thành bướm", xuất hiện ở thiên thứ 2, "Tề vật luận".
     Có lần Trang Chu nằm mộng thấy mình hóa bướm vui vẻ bay lượn, mà không biết mình là Chu nữa. Rồi bỗng tỉnh dậy, ngạc nhiên thấy mình là Chu. Không biết phải mình là Chu nằm mộng thấy hóa bướm hay là bướm mộng thấy hóa Chu. Giữa Chu và bướm tất có chỗ khác nhau! Cái đó gọi là "vật hóa".— Nam Hoa kinh, "Tề vật luận" (Nguyễn Hiến Lê dịch)

Điển tích Trang Chu nằm mộng thấy mình hóa bướm gây ấn tượng sâu sắc tới mức đã xuất hiện những vở hí kịch dựa trên chủ đề này. Nội dung câu chuyện xoay quanh chủ đề "vật hóa", biểu thị rằng "phân biệt rạch ròi giữa tỉnh và mơ là một lối tư duy nhị nguyên sai lầm. Nếu ta [cố gắng] phân biệt, làm cách nào để biết được liệu ta đang mơ hay đang tỉnh?" Theo Ngô Quang Minh, Trang Chu "phấp phới giữa ảo và thực", vị trí của ông "là một vị trí của không vị trí, [ông] vượt qua vị trí những người khác bằng cách tiêu dao nhàn tản giữa họ."

#### "Cái chết của Hỗn Độn"
Một điển tích khác từ Nam Hoa kinh—"Cái chết của Hỗn Độn"—mô tả hậu quả nếu một người cố gắng làm trái tự nhiên.
     Vua Nam Hải tên là Mau Lẹ; vua Bắc Hải tên là Thình Lình; vua Trung Ương tên là Hỗn Độn. Một hôm Mau Lẹ và Thình Lình gặp nhau ở xứ của Hỗn Độn, được Hỗn Độn tiếp đãi trọng hậu, muốn đáp lòng tốt đó, bàn với nhau: "Người ta ai cũng có bảy lỗ để nhìn, nghe, ăn và thở; mà anh Hỗn Độn không có một lỗ nào cả, tụi mình thử đục cho ảnh có đủ lỗ đi". Thế là mỗi ngày họ đục một lỗ, tới ngày thứ bảy Hỗn Độn chết.— Nam Hoa Kinh, thiên "Ứng đế vương" (Nguyễn Hiến Lê dịch)

Trang Chu cho rằng, vạn vật, vật nào cũng có tính tự nhiên của nó. Con người nếu được phát triển tự do năng khiếu tự nhiên của mình thì có thể đạt được hạnh phúc và phát triển bản thân một cách hoàn thiện. Đối với giai thoại này, Mair cho rằng Trang Chu đã vận dụng "Hỗn Độn" – một thuật ngữ trong thần thoại Trung Quốc dùng để chỉ sự hỗn loạn thuở khai thiên lập địa, lúc trời đất chưa phân rành mạch – một cách hài hước và đầy ý tứ để chứng minh cho cái mà ông tin là hậu quả tai hại của việc không thuận theo lẽ tự nhiên của vạn vật.

#### "Tranh luận về cái vui của cá"
Câu chuyện về cuộc tranh luận về cái vui của cá là một câu chuyện ngụ ngôn thường được so sánh với đối thoại Sokrates ở Hy Lạp cổ đại.
     Trang Chu cùng với Huệ Thi đi dạo trên cầu sông Hào. Trang Chu bảo: 

— "Đàn cá du kia thung thăng bơi lội, đó là cái vui của cá."

     Huệ Thi bẻ:

— "Ông không phải là cá, làm sao biết được cái vui của cá?" 

     Trang Chu đáp:

— "Ông không phải là tôi, làm sao biết được rằng tôi không biết cái vui của cá?"

     [Huệ Thi mới nói]:

— "Tôi không phải là ông, dĩ nhiên tôi không biết được ông, nhưng ông không phải là cá thì hiển nhiên là ông không biết được cái vui của cá."

     Trang Chu bảo: 

— "Xin trở lại câu hỏi đầu tiên. Ông hỏi tôi làm sao biết được cái vui của cá. Như vậy tức là ông nhận rằng tôi đã biết cái vui đó rồi [nên mới hỏi làm sao tôi biết được?]. Làm sao tôi biết được ư? Thì đây: tôi đứng trên cầu sông Hào này mà biết được."— Nam Hoa kinh, thiên "Thu thủy" (Nguyễn Hiến Lê dịch)

Không rõ hàm ý thực sự của Trang Chu đằng sau cuộc đối thoại này là gì. Câu chuyện dường như cố gắng truyền tải thông điệp rằng "sự biết" chỉ đơn thuần là một trạng thái của tâm trí, và ta không thể xác định liệu "sự biết" đó có bất kỳ giá trị khách quan nào hay không. Câu chuyện này được cho là một ví dụ về tài năng ngôn ngữ của Trang Tử, với việc ông khéo léo dùng lí lẽ để lập luận cho một quan điểm phản lí lẽ.

#### "Gõ nhịp vào một cái vò mà hát"
Một câu chuyện nổi tiếng khác  –  "Gõ nhịp vào một cái vò mà hát"  –  mô tả quan điểm của Trang Chu về cái chết.
     Vợ Trang Chu chết, Huệ Thi lại điếu, thấy Trang Chu ngồi xoạc chân ra, gõ nhịp vào một cái vò mà hát, bèn bảo: "Ăn ở với người ta, người ta nuôi con cho, nay người ta chết, chẳng khóc đã là bậy rồi, lại còn hát gõ nhịp vào cái vò, chẳng là quá tệ ư?"

     Trang Chu đáp: "Không phải vậy. Khi nhà tôi mới mất, làm sao tôi không thương xót? Nhưng rồi nghĩ lại thấy lúc đầu nhà tôi vốn không có sinh mệnh; chẳng những không có sinh mệnh mà còn không có cả hình thể nữa; chẳng những không có hình thể mà đến cái khí cũng không có nữa. Hỗn tạp ở trong cái khoảng thấp thoáng, mập mờ mà biến ra thành khí, khí biến ra thành hình, hình biến ra thành sinh mệnh, bây giờ sinh lại biến ra thành tử, có khác gì bốn mùa tuần hoàn vận hành đâu. Nay nhà tôi nghỉ yên trong cái Nhà lớn mà tôi còn ồn ào khóc lóc ở bên cạnh thì tôi không hiểu lẽ sống chết rồi. Vì vậy mà tôi không khóc."— Nam Hoa kinh, thiên "Chí lạc" (Nguyễn Hiến Lê dịch)

Trang Chu dường như xem cái chết chỉ là một quá trình tự nhiên, một sự chuyển tiếp từ hình thức này qua hình thức khác của một vật. Ở thiên thứ 2 – "Tề vật luận" – Trang Chu lập luận rằng cái chết có thể tốt hơn cuộc sống: "Làm sao tôi biết được ham sống không phải là một thái độ lầm lẫn? Làm sao tôi biết được kẻ sợ chết không giống như một em nhỏ lạc lối, quên mất đường về nhà?" Tóm lại, tác phẩm của ông dạy rằng "bậc thánh nhân xem cái chết nhẹ tựa lông hồng và bằng cách này họ đạt được hạnh phúc trọn vẹn", vạn vật đều biến thiên, một việc lúc này cho là khổ, lúc khác lại cho là vui, lúc này cho là phải, lúc khác cho là trái.

#### "Cái chết của Trang Chu"
Câu chuyện về cái chết của Trang Chu trong thiên 32 – "Liệt Ngư Khấu" – là một minh chứng cho sự hình thành của các giai thoại đầy màu sắc xoay quanh cuộc đời Trang Chu trong khoảng thời gian vài thập kỷ sau khi ông qua đời, đồng thời xây dựng và cũng cố những triết lý cốt lõi của phần "Nội thiên" xuất hiện trong "Ngoại thiên" và "Tạp thiên".
     Trang Chu hấp hối. Môn sinh bàn với nhau sẽ hậu táng. Ông nghe được bảo: "Đừng. Ta đã có trời đất làm quan quách, mặt trời mặt trăng làm ngọc bích, các tinh tú làm ngọc châu, vạn vật sẽ đưa ma ta, như vậy đồ táng ta chẳng đủ rồi sao? Còn phải thêm gì nữa?"

     Môn sinh đáp: "Chúng con sợ quạ và diều hâu sẽ rỉa xác thầy." Trang Chu bảo: "Tại trên mặt đất thì bị quạ và diều hâu rỉa, ở dưới đất thì bị kiến và sâu đục (đằng nào cũng vậy). Tại sao các con lại thiên vị, cướp của các loài trên mà cho các loài dưới?"— Nam Hoa kinh, thiên "Liệt Ngự Khấu" (Nguyễn Hiến Lê dịch)

### Danh sách thiên
Ghi chú
| "Nội thiên" (內篇) — thiên 1–7    |
| "Ngoại thiên" (外篇) — thiên 8–22 |
| "Tạp thiên" (雜篇) — thiên 23–33  |

| Thiên | Tựa đề                           | Tựa Hán Việt          |
| ----- | -------------------------------- | --------------------- |
| 1     | "Thảnh thơi tự tại"              | Tiêu dao du 逍遙遊    |
| 2     | "Mọi vật ngang nhau"             | Tề vật luận 齊物論    |
| 3     | "Phép dưỡng sinh"                | Dưỡng sinh chủ 養生主 |
| 4     | "Thế gian"                       | Nhân gian thế 人間世  |
| 5     | "Đức sung mãn và tự nhiên"       | Đức sung phù 德充符   |
| 6     | "Đạo là đại tôn sư của chúng ta" | Đại tông sư 大宗師    |
| 7     | "Lý tưởng của đế vương"          | Ứng đế vương 應帝王   |
| 8     | "Ngón chân dính máu"             | Biền mẫu 駢拇         |
| 9     | "Móng ngựa"                      | Mã đề 馬蹄            |
| 10    | "Mở tráp"                        | Khư khiếp 胠篋        |
| 11    | "Phóng nhiệm và khoan dung"      | Tại hựu 在宥          |
| 12    | "Trời đất"                       | Thiên địa 天地        |
| 13    | "Đạo trời"                       | Thiên đạo 天道        |
| 14    | "Sự vận chuyển của trời"         | Thiên vận 天運        |
| 15    | "Mài luyện ý chí"                | Khắc ý 刻意           |
| 16    | "Sửa tính"                       | Thiện tính 繕性       |
| 17    | "Nước mùa thu"                   | Thu thủy 秋水         |
| 18    | "Cực vui"                        | Chí lạc 至樂          |
| 19    | "Hiểu được sự sống"              | Đạt sinh 達生         |
| 20    | "Cây trong núi"                  | Sơn mộc 山木          |
| 21    | "Điền Tử Phương"                 | Điền Tử Phương 田子方 |
| 22    | "Trí đi chơi phương Bắc"         | Trí bắc du 知北遊     |
| 23    | "Canh Tang Sở"                   | Canh Tang Sở 庚桑楚   |
| 24    | "Từ Vô Quỷ"                      | Từ Vô Quỷ 徐無鬼      |
| 25    | "Tắc Dương"                      | Tắc Dương 則陽        |
| 26    | "Ngoại vật"                      | Ngoại vật 外物        |
| 27    | "Ngụ ngôn"                       | Ngụ ngôn 寓言         |
| 28    | "Các ông vua nhường ngôi"        | Nhượng vương 讓王     |
| 29    | "Đạo chích"                      | Đạo chích 盜跖        |
| 30    | "Giảng về kiếm thuật"            | Thuyết kiếm 說劍      |
| 31    | "Ông chài"                       | Ngư phụ 漁父          |
| 32    | "Liệt Ngư Khấu"                  | Liệt Ngư Khấu 列禦寇  |
| 33    | "Thiên hạ"                       | Thiên hạ 天下         |

## Chủ đề

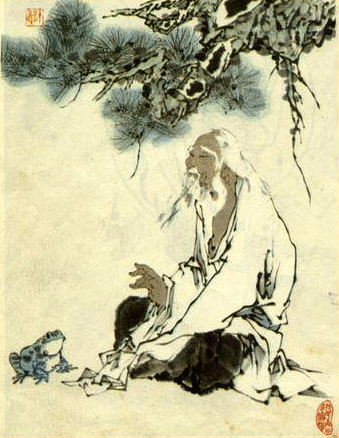
Trang Chu lúc về già

Những câu chuyện ngụ ngôn trong Nam Hoa kinh chứa đựng những quan điểm diễn đạt tư tưởng triết học độc đáo và đặc sắc của Đạo gia. Chúng hướng con người trở về nguồn gốc để sống với tự nhiên, tức hợp thể với "Đạo", tránh xa mọi bổn phận chính trị và trách nhiệm xã hội, xem cái chết như một quá trình tự nhiên, đề cao những thứ mà người khác coi là vô dụng hay vu vơ và kiên quyết bác bỏ những giá trị và lý lẽ truyền thống. Các trường phái triết học khác của Trung Quốc cổ đại như Nho gia, Pháp gia, Mặc gia đều chú trọng đến những cải cách xã hội, chính trị hay đạo đức cụ thể nhằm giáo dưỡng con người và thông qua đó giải quyết những vấn đề nan giải và đau khổ trong nhân gian. Ngược lại, Trang Chu cho rằng chìa khóa hạnh phúc đích thực của con người là sự giải thoát khỏi thế gian và những lề lối, chuẩn mực của nó thông qua thuyết "vô vi" (無為), tức là hành động không dựa trên bất kỳ mục đích phấn đấu hay động cơ vụ lợi nào. Về cơ bản, tư tưởng "vô vi" đối lập với các hệ thống như chuẩn mực đạo đức và thể chế pháp luật mà Trang Chu xem là sự áp đặt, cưỡng chế, can thiệp vào bản tính tự nhiên của con người.
Nam Hoa kinh giải thích rằng vũ trụ là một thứ thay đổi theo cách tự nhiên mà không cần phải được điều khiển bởi một vị thần có ý thức nào và lập luận rằng con người có thể có hạnh phúc đích thực nếu sống thuận theo tự nhiên. Theo đó, con người — vì nhận thức của mình — thường có xu hướng tạo ra những "cặp nhị nguyên giả tạo" như thiện và ác, lớn và bé, hữu dụng và vô dụng, hay những hệ thống như Nho giáo, khiến họ bị tách rời khỏi sự tự nhiên của vũ trụ. Để mô tả những hành động ngớ ngẩn hay tự phát của con người, Trang Chu thường sử dụng phép loại suy về những người thợ thủ công hoặc nghệ nhân. Theo Burton Watson, "người thợ mộc, đồ tể lành nghề hay một người bơi giỏi không suy nghĩ hay phân vân về hành động mà họ nên thực hiện; kỹ năng đã trở thành một phần trong con người họ, đến nỗi họ chỉ hành động theo bản năng và tự phát mà không hề hay biết tại sao họ lại thành công."  Thuật ngữ "du" (遊) thường được sử dụng xuyên suốt Nam Hoa kinh để mô tả cách một kẻ sĩ giác ngộ "tiêu dao giữa vạn vật, vui hưởng lạc thú mà không bị ràng buộc bởi bất kỳ điều gì."
Nam Hoa kinh phản đối mạnh mẽ các hình thái chính phủ, có lẽ vì Trang Chu đã nhìn thấy được những vấn đề phức tạp của nó do "sự đối lập giữa con người và tự nhiên". Quan điểm của ông là phải thuận theo dòng chảy tự nhiên, các luật lệ để chuẩn hóa và cai trị chỉ dẫn tới một xã hội khó kiểm soát hơn. Tuy nhiên, không rõ Trang Chu liệu có quan điểm vô chính phủ hay không, vì các tham chiếu liên quan tới chính trị trong Nam Hoa kinh thường chú trọng hơn tới vấn đề rằng một chính phủ cần phải làm gì, hơn là việc loại chính phủ nào nên tồn tại.
Các học giả phương Tây từ lâu đã nhận thấy rằng Nam Hoa kinh mang khuynh hướng đối lập với chủ nghĩa duy lý. Trường phái Mặc gia, bắt nguồn từ Mặc Tử, là trường phái phức tạp nhất về mặt lý luận của triết học Trung Quốc cổ đại. Trong khi lập luận và lý luận đã trở thành một trong những đặc điểm nổi bật của triết học Hy Lạp cổ đại và về sau là toàn bộ triết học phương Tây, thì các nhà triết học Trung Quốc lại thường chú trọng hơn về chuẩn mực hay trực giác đạo đức. Trang Chu đóng một vai trò quan trọng trong tư tưởng hoài nghi truyền thống đối với chủ nghĩa duy lý, vì ông thường đảo ngược các luận điểm logic để châm biếm và khiến chúng trở nên thiếu tin cậy. Tuy vậy, Trang Chu không hoàn toàn chối bỏ các hình thức diễn đạt và lý luận, ông đơn thuần chỉ muốn chỉ ra rằng "việc quá phụ thuộc vào chúng có thể hạn chế tính linh hoạt của tư duy."

## Ảnh hưởng và tiếp nhận
Nam Hoa kinh là tác phẩm văn học thuần túy có ảnh hưởng nhất tại Trung Quốc từ trước khi quốc gia này thống nhất vào năm 221 TCN. Vào thời điểm ra đời, chất lượng văn học, khả năng hư cấu và sáng tạo, năng lực ngôn từ của Nam Hoa kinh là vượt trội chưa từng có. Hầu như mọi đại thi hào hay đại văn hào trong lịch sử Trung Quốc, từ Tư Mã Thiên và Tư Mã Tương Như thời Lưỡng Hán, Nguyễn Tịch và Đào Tiềm thời Ngụy-Tấn-Nam-Bắc triều, Lý Bạch thời Đường cho tới Tô Đông Pha và Lục Du thời Tống, đều "thấm nhuần sâu sắc tư tưởng và nghệ thuật của Nam Hoa kinh."

### Thời kỳ đầu
Dấu ấn Nam Hoa kinh trong các văn bản triết học cuối thời Chiến quốc như Quản Tử, Hàn Phi Tử, Hoài Nam Tử, và Lã thị Xuân Thu cho thấy dòng tri thức Trang Chu đã có ảnh hưởng khá lớn ở hai nước Tề và Sở vào thế kỷ thứ 3 TCN. Tuy nhiên, dưới thời Tần và Hán — khi triều đình độc tôn Pháp gia và Nho giáo — Nam Hoa kinh dường như không được đánh giá cao. Một ngoại lệ hiếm hoi có lẽ là trường hợp của học giả thời Hán Giả Nghị và bài "Phục điêu phú", một trong những bài phú đầu tiên. Dù không hề đề cập trực tiếp, một phần sáu dung lượng "Phục điêu phú" được Giả Nghị trích từ Nam Hoa kinh.
Sau sự sụp đổ của nhà Hán vào năm 207 và thời kỳ chiến loạn Tam Quốc, cả Nam Hoa kinh lẫn Trang Chu bắt đầu nổi tiếng và được ca tụng. Hai nhà thơ thế kỷ thứ ba, Nguyễn Tịch và Kê Khang, cùng là thành viên Trúc lâm thất hiền và đều hâm mộ nhiệt thành Nam Hoa kinh. Thậm chí, Nguyễn Tịch từng có một bài luận mang tựa đề "Đạt Trang luận", đến nay vẫn còn tồn tại. Thời kỳ này, Nho giáo tạm thời nhường vị thế cho Đạo giáo phục hưng. Nhiều nhà thơ, nghệ sĩ, nhà thư pháp hay những văn bản bói toán cổ như Dị kinh đều chịu ảnh hưởng từ Nam Hoa kinh.

### Đạo giáo và Phật giáo
Nam Hoa kinh được xem là "tác phẩm quan trọng nhất của Đạo giáo" với phần "Nội thiên" thể hiện rõ những tư tưởng cốt lõi của triết học Đạo gia. Vào thế kỷ thứ 4, Nam Hoa kinh trở thành nguồn biểu trưng và thuật ngữ chính cho một trường phái Đạo giáo mới gọi là "Thượng thanh" rất phổ biến trong giới quý tộc nhà Tấn (266–420). Đạo giáo Thượng thanh mượn nhiều thuật ngữ đáng chú ý trong Nam Hoa kinh như "chân nhân", "thái thanh", "tâm trai", và mặc dù được dùng với nghĩa hơi khác một chút, những thuật ngữ này vẫn cho thấy vai trò quan trọng của Nam Hoa kinh.
Nam Hoa kinh ảnh hưởng mạnh mẽ tới quá trình Phật giáo thích ứng với văn hóa Trung Quốc sau khi du nhập từ Ấn Độ vào thế kỷ thứ 1. Chi Tuần, Phật tử quý tộc đầu tiên ở Trung Quốc, đã viết một bài bình luận Nam Hoa kinh nổi bật vào khoảng giữa thế kỷ thứ 4. Nam Hoa kinh cũng đóng một vai trò quan trọng trong sự hình thành Phật giáo Thiền tông, phát triển từ "sự kết hợp tư tưởng giữa Phật giáo và Đạo giáo cổ." Cũng như Nam Hoa kinh, Thiền tông hoài nghi mọi ngôn từ và lập luận, tin chắc rằng có thể tìm thấy "Đạo" trong vạn vật, kể cả trong phân và nước tiểu, ưa chuộng những đoạn công án hay đối thoại thách đố.

### Thời trung đại
Nam Hoa kinh, như một ví dụ ưu việt cho các ý tưởng triết học Đạo giáo, vẫn tiếp tục duy trì vị thế nổi bật trong suốt chiều dài lịch sử Trung Quốc. Cố Viêm Vũ than thở việc chính quyền áp dụng quá hời hợt Nam Hoa kinh trong các bài luận khoa cử, xem đó như một minh chứng cho sự suy đồi đạo đức xã hội cuối thời nhà Minh (1368–1644). Trong đại kì thư Hồng Lâu Mộng, nhân vật chính Giả Bảo Ngọc thường tìm đến Nam Hoa kinh như một nguồn an ủi mỗi khi anh tuyệt vọng trước những mối tình và mối quan hệ đầy mâu thuẫn. Câu chuyện Trang Chu gõ nhịp vò ngồi hát ngay sau khi vợ qua đời đã truyền cảm hứng cho một thể loại nhạc dân gian gọi là tang cổ, phổ biến ở hai tỉnh Hồ Bắc và Hồ Nam tới tận thế kỷ 18, 19.

### Các nước đồng văn

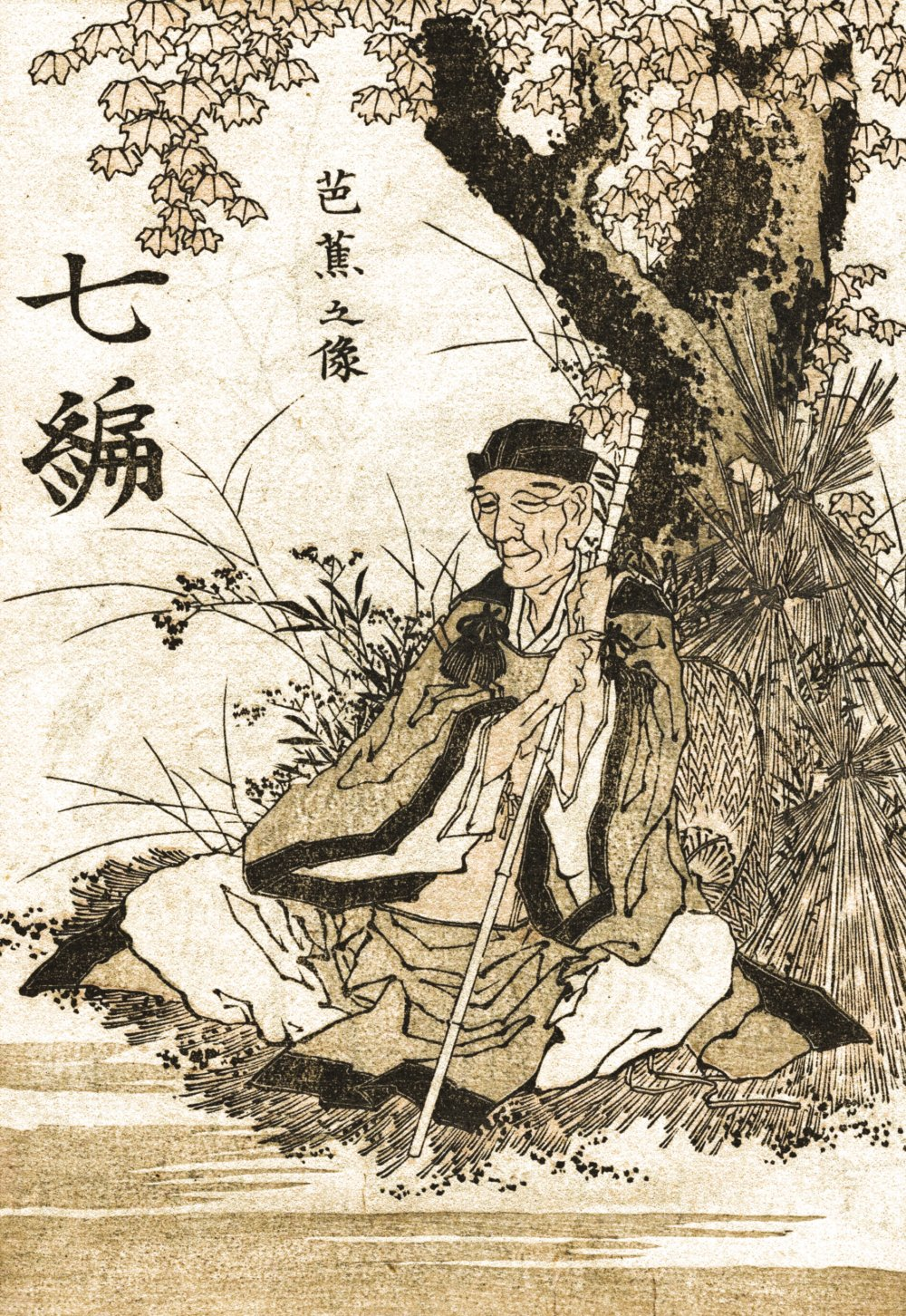
Thi pháp của đại thi hào Bashō và trường phái thơ haikai của Nhật Bản thịnh hành dưới thời Edo chịu nhiều ảnh hưởng từ Nam Hoa kinh

Nam Hoa kinh lần đầu được truyền bá tới Nhật Bản vào khoảng thế kỷ thứ 4 đến thứ 7 và đã nhanh chóng trở thành một tác phẩm được ưa chuộng bởi tầng lớp tinh hoa. Các câu chuyện ngụ ngôn của tác phẩm này thường trở thành chủ đề chính trong những cuộc tranh luận giữa các quý tộc Nhật Bản. Những bình luận mang ảnh hưởng Phật giáo về Nam Hoa kinh trong tác phẩm Trang Tử quyện trai khẩu nghĩa của danh sĩ Lâm Hi Dật (林希逸) đời nhà Tống đã tạo ảnh hưởng sâu sắc lên trường phái thơ haikai của Nhật, đặc biệt đối với thi pháp của Matsuo Bashō. Tuy nhiên, Nam Hoa kinh nói riêng và kinh điển Trung Hoa viết bằng chữ Hán nói chung tương đối kén độc giả bên ngoài tầng lớp tinh hoa và tri thức. Chỉ tới thời kỳ Edo (1603–1868), Nam Hoa kinh mới bắt đầu đón nhận được nhiều sự chú ý đến từ tầng lớp dân dã.
Tại Triều Tiên, Nam Hoa kinh được biết đến muộn nhất là vào thời Cao Ly (918–1392), chủ yếu dưới tên gọi Namhwa-jin'gyong, tức Nam Hoa chân kinh. Bất chấp việc Đạo giáo trong thời gian dài không được coi trọng tại Triều Tiên do chính quyền chủ trương độc tôn Nho giáo thì những kinh thư như Nam Hoa kinh vẫn được nghiên cứu về mặt triết học lẫn văn học bởi giới tri thức nước này. Theo nhà nghiên cứu Jung Jae-seo, "giới tri thức nhà Triều Tiên bày tỏ mối quan tâm đặc biệt đối với tư tưởng Lão–Trang". Một số học giả dưới thời nhà Triều Tiên như Park Saedang (1629–1703) hay Han Wonjin (1682–1751) đều đã viết sách bình giải về Nam Hoa kinh, đồng thời đi sâu phân tích giá trị triết lý của nó.
Triết lý Trang Tử đã bắt đầu thâm nhập vào đời sống văn hóa và xã hội Việt Nam từ thời Bắc thuộc đến các triều đại độc lập. Tuy du nhập vào Việt Nam từ rất sớm, tư tưởng này không được tầng lớp cầm quyền phong kiến sử dụng như hệ tư tưởng chính thống, nhưng lại thấm nhuần trong tâm thức người Việt, trở thành chuẩn mực hướng con người đến cái chân, cái mỹ, cái thiện. Tư tưởng này đã trở thành nguồn cảm hứng cho lối sống nhàn nhã, tiêu dao của nhiều tầng lớp trong xã hội, đặc biệt là các nhà nho khi về già hay lui về ẩn dật. Điều này thể hiện rõ nét qua các sáng tác văn chương ca ngợi cảnh tiêu dao, thanh nhàn của các văn nhân thi sĩ như Nguyễn Trãi, Nguyễn Bỉnh Khiêm, Cao Bá Quát, Nguyễn Công Trứ, và Tản Đà. Tuy nhiên, tư tưởng của Trang Tử cũng gặp những hạn chế. Với tính chất trừu tượng và cao siêu, triết lý này không hoàn toàn phù hợp với đời sống thực tế của đa số người dân. Trong lịch sử phong kiến, Đạo giáo thường bị lấn át bởi Nho giáo và Phật giáo, đặc biệt từ sau thời Hậu Lê khi Nho giáo trở thành hệ tư tưởng độc tôn.
Tựu trung, Nam Hoa kinh không phải là một cái tên xa lạ tại các quốc gia thuộc Vùng văn hóa Đông Á, lý do là bởi giới học giả các nước này có thể đọc và sử dụng chữ Hán, từ đó có thể tiếp cận các tác phẩm Trung Hoa một cách dễ dàng. Tuy nhiên, do không được chính quyền các nước này tài trợ như các kinh điển Nho giáo hay Phật giáo, Nam Hoa kinh tương đối "vô hình" bên ngoài giới tri thức. Chỉ sau khi bắt đầu được biên dịch sang các ngôn ngữ bản địa, chủ yếu là trong giai đoạn hậu Thế chiến II, Nam Hoa kinh mới thực sự bắt đầu có cơ hội tiếp cận độc giả đại chúng.

### Hiện đại
Bên ngoài phạm vi Trung Quốc và các quốc gia đồng văn, Nam Hoa kinh thua xa Đạo đức kinh về mức độ phổ biến, và hiếm khi được độc giả bình dân biết đến. Một số học giả nổi tiếng đã cố gắng đưa Nam Hoa kinh tới gần hơn với độc giả phương Tây. Năm 1939, dịch giả kiêm nhà Hán học người Anh Arthur Waley từng ca ngợi Nam Hoa kinh là "một trong những cuốn sách thú vị và sâu sắc nhất thế giới."  Trong phần lời tựa bản dịch Nam Hoa kinh năm 1994 của mình, nhà Hán học người Mỹ Victor H. Mair có viết: "Tôi cảm thấy có chút bất công khi đồng bào mình nghe nhiều về Đạo đức kinh mà lại hoàn toàn bỏ qua Nam Hoa kinh, vì theo tôi, xét trên mọi phương diện, Nam Hoa kinh đều đẳng cấp hơn Đạo đức kinh."
Tại Đức, khi bản dịch Nam Hoa kinh tiếng Đức của Richard Wilhelm được xuất bản vào những năm đầu thế kỷ 20, tác phẩm đã nhanh chóng nhận được nhiều chú ý từ giới học thuật nước này. Karl Jaspers xem Trang Chu là một trong những nhà tư tưởng vĩ đại nhất của Trung Quốc, nhận xét rằng: "Sự khéo léo đáng ngưỡng mộ của Trang Chu, những suy nghĩ sâu sắc của ông về thế gian, thực tại, ngôn ngữ hay các trạng thái tâm lý khác nhau — Sự đa dạng đó khiến ông trở thành một trong những triết gia đáng chú ý nhất của Trung Quốc." Hermann Hesse cũng bày tỏ sự ngưỡng mộ đối với Nam Hoa kinh khi nghiên cứu về triết học và văn học châu Á: "Trong tất cả các tác phẩm của các triết gia Trung Quốc mà tôi biết, đây là tác phẩm có nhiều ảnh hưởng và xúc cảm nhất". Triết gia Martin Heidegger, một người đã bắt đầu dành nhiều thời gian với nền triết học phương Đông từ sớm, được xem là đã bị ảnh hưởng nhiều bởi các triết lý của Nam Hoa kinh. Đơn cử vào năm 1930, trong một buổi thuyết giảng về tính tương giao, Heidegger đã mang theo cuốn Nam Hoa kinh và đọc giai thoại "cuộc tranh luận về cái vui của cá" trước đám đông.

## Một số bản dịch

### Tiếng Việt
- Nhượng Tống (1944), Nam Hoa kinh, Hà Nội: Nhà xuất bản Tân Việt.
- Nguyễn Duy Cần (1963), Nam Hoa kinh, Sài Gòn: Nhà sách Khai Trí
- Nguyễn Hiến Lê (1994), Trang Tử và Nam Hoa kinh, Hà Nội: Nhà xuất bản Văn hóa – Thông tin.
- Ngô Trần Trung Nghĩa (2022), Trang Tử: Vật hóa tiêu dao, Thành phố Hồ Chí Minh: Nhà xuất bản Văn học.

### Các ngôn ngữ khác
- (bằng tiếng Anh) Herbert Giles (1889), Chuang Tzŭ: Mystic, Moralist and Social Reformer, London: Bernard Quaritch; in lần 2, hiệu đính (1926), Shanghai: Kelly and Walsh; tái bản (1961), London: George Allen and Unwin.
- (bằng tiếng Anh) James Legge (1891), The Texts of Taoism, trong Sacred Books of the East, vols. XXXIX, XL, Oxford: Oxford University Press.
- (bằng tiếng Anh) Phùng Hữu Lan (1933), Chuang Tzu, a New Selected Translation with an Exposition on the Philosophy of Kuo Hsiang, Shanghai: Shang wu.
- (bằng tiếng Anh) Burton Watson (1964), Chuang tzu: Basic Writings, New York: Columbia University Press; in lần 2 (1996); in lần 3 (2003) sử dụng bính âm.
- (bằng tiếng Nhật) Mitsuji Fukunaga 福永光次 (1966),  Sōshi 荘子 [Trang Tử], 3 tập, Tokyo: Asahi.
- Burton Watson (1968), The Complete Works of Chuang Tzu [Trang Tử toàn văn], New York: Columbia University Press.
- (bằng tiếng Pháp) Liou Kia-hway 劉家槐 (1969), L'œuvre complète de Tchouang-tseu [The Complete Works of Zhuangzi], Paris: Gallimard.
- (bằng tiếng Nhật) Kiyoshi Akatsuka 赤塚志 (1977), Sōshi 荘子 [Trang Tử], trong Zenshaku kanbun taikei 全釈漢文大系 [Toàn dịch Hán văn đại hệ], tập 16-17, Tokyo: Shūeisha.
- (bằng tiếng Anh) A. C. Graham (1981), Chuang-tzu, The Seven Inner Chapters and Other Writings from the Book Chuang-tzu, London: George Allen and Unwin. Phần chú dịch được xuất bản riêng vào năm 1982 dưới tên Chuang-tzu: Textual Notes to a Partial Translation, London: School of Oriental and African Studies.
- (bằng tiếng Anh) Victor H. Mair (1994), Wandering on the Way: Early Taoist Tales and Parables of Chuang Tzu, New York: Bantam Books; republished (1997), Honolulu: University of Hawaii Press.
- (bằng tiếng Anh) Philip J. Ivanhoe, Bryan W. Van Norden (eds.) (2001) Readings in Classical Chinese Philosophy (Second Edition), tập 5, Paul Kjellberg dịch, Indianapolis: Hackett Publishing.
- (bằng tiếng Anh) Brook Ziporyn (2009), Zhuangzi: The Essential Writings with Selections from Traditional Commentaries, Indianapolis: Hackett Publishing.
- (bằng tiếng Anh) Brook Ziporyn (2020), Zhuangzi: The Complete Writings, Indianapolis: Hackett Publishing.